# Jean Francis Philippe
Jean Francis Philippe (* 29. August 1918 in Corlay, Département Côtes-d’Armor; † 8. Februar 1977 in Paris) war ein französischer Verwaltungsbeamter, der unter anderem Präfekt verschiedener Départements war.

## Leben
Jean Francis Philippe besuchte das Lycée in Amiens und wurde während des Zweiten Weltkrieges am 15. April 1940 zum Kriegsdienst eingezogen, den er bis zum 30. September 1941 als Freiwilliger für die Freien Französischen Streitkräfte FFL (Forces françaises libres) ausübte. Am 1. Januar 1942 nahm er eine Tätigkeit als Kontrolleur in der Wirtschaftskontrollverwaltung auf und engagierte sich später vom 20. Juni 1944 bis zum 20. Juni 1946 sowie erneut zwischen dem 15. März und dem 15. Juni 1946 ehrenamtlich. Er wurde am 1. Oktober 1946 Kommissar in der Wirtschaftskontrollverwaltung und begann am 1. Januar 1950 ein Studium an der Nationalen Verwaltungshochschule ENA (École nationale d’administration). Nach deren Abschluss trat er am 1. Januar 1953 als Administrateur civil 3e Classe in den öffentlichen Verwaltungsdienst ein und wurde am 1. Mai 1953 Kabinettschef (Chef de cabinet) des Präfekten des Département Vienne. Am 1. Mai 1955 übernahm er nach seiner Beförderung zum Administrateur civil 2e Classe den Posten als Unterpräfekt (Sous-préfet) des Arrondissement Ribeauvillé sowie am 1. Mai 1959 als Unterpräfekt des Arrondissement Molsheim. Nachdem er am 12. März 1960 zum Administrateur civil 1er Classe befördert worden war, wurde er am 16. Oktober 1961 das Amt als Kabinettsdirektor des Präfekten des Département Bas-Rhin. Am 1. Januar 1966 wurde er Kabinettsdirektor von André Bord, der zwischen Januar 1966 und Februar 1972 Staatssekretär im Innenministerium war. Am 12. Juli 1966 wurde ihm das Ritterkreuz der Ehrenlegion verliehen. 
Am 13. Dezember 1968 wurde Philippe zum Nachfolger von Michel Aurillac als Präfekt des Département Indre und bekleidete dieses Amt bis zum 14. Juni 1973, woraufhin Christian Dablanc ihn ablöste. Er selbst wiederum wurde am 14. Juni 1973 als Nachfolger von Michel Aurillac Präfekt des Département Essonne und verblieb auf diesem Posten bis zu seiner Ablösung durch Paul Cousseran am 13. Juni 1974. Zuletzt wurde er am 13. Juni 1973 Generalsekretär der Verteidigungszone von Paris (Zone de défense de Paris) und hatte dieses Amt bis zu seinem Tode am 8. Februar 1977 inne.